# الوسيطاء (الخرج)
الوسيطاء، هي مركز من فئة (أ) تقع في محافظة الخرج، والتابعة لمنطقة الرياض في السعودية. ويقطنها قبيلة الغييثات من الدواسر وتبعد الوسيطاء عن محافظة الخرج بمسافة تقارب () كم.